# Зузана Ройтова
Зузана Ройтова (чеськ. Zuzana Roithová), до шлюбу Тумова (чеськ. Tůmová); нар. 30 січня 1953, Прага, Чехословаччина) — чеська лікарка і політична діячка. З 2004 до 2014 року була депутаткою Європарламенту від Чехії.

## Освіта і медична кар'єра
Зузана Тумова народилася 30 січня 1953 року в Празі. Закінчивши середню школу, вступила до Карлового університету на факультет загальної медицини і в 1978 році випустилася з нього зі ступенем бакалавра. У 1978—1979 роках працювала лікаркою у лікарні в Бероуне, з 1980 по 1985 роки — в університетській лікарні Мотола в Празі, а пізніше — у факультетському госпіталі Виногради (з 1990 по 1998 роки обіймала посаду його директорки). Паралельно з медичною практикою в 1985 році закінчила аспірантуру в сфері радіодіагностики.
У 1992 році Зузана Ройтова закінчила управлінські курси у сфері охорони здоров'я, організовані Вортонською школою бізнесу, Пенсільванія, США. З 1994 до 1997 року навчалася в Університеті Шеффілд Голлем (Велика Британія), де отримала ступінь магістра в галузі бізнес-адміністрування.

## Політична кар'єра
У січні 1998 року Зузана Ройтова була призначена міністеркою охорони здоров'я Чеської Республіки в уряді Йозефа Тошовського і обіймала цю посаду до червня, коли після проведених парламентських виборів був сформований новий кабінет міністрів.
У 1998 році Ройнова зайняла пост сенаторки від столичного округу Прага 10 при підтримці «Коаліції чотирьох». У Сенаті вона займалася питаннями охорони здоров'я, соціальної політики, а також була членкинею комітету з євроінтеграції. У 1999 році вступила до партії «Християнсько-демократичний союз — Чехословацька народна партія» і з 2001 до 2003 року обіймала посаду віцеголови.
З 2004 до 2014 року Зузана Ройтова представляла Чехію від Європейської народної партії, до якої входить «ХДС—ЧНП», у Європейському парламенті. У Європарламенті займалася питаннями внутрішнього ринку та захисту прав споживачів. Вона стала однією з тих, хто підписався під Празькою декларацією про європейську совість і комунізм, засудила комуністичні злочини. У червні 2009 року вона захистила свій мандат ще на 5 років.
У 2013 році Зузана Ройтова стала однією з трьох жінок-кандидаток на посаду президента Чехії. До листопада 2012 року вона зібрала на свою підтримку понад 80 тисяч підписів громадян (при необхідних 50 тисячах), а в травні 2013 року обійняла посаду заступниці голови «ХДС—ЧНП», яку представляла на виборах. У першому турі з показником 4,95 % (255 045 голосів) Ройтова посіла лише 6-е місце, що не дозволило їй взяти участь у другому турі.